# Minorca (Louisiane)
Minorca est une census-designated place de la paroisse de Concordia, en Louisiane, aux États-Unis. 